# Ruby Sunday
Ruby Sunday es un personaje ficticio de la serie de televisión británica de ciencia ficción Doctor Who, creado por Russell T Davies e interpretado por Millie Gibson. Desde la decimocuarta temporada del programa, comenzando con el especial de Navidad, Ruby actúa como acompañante del Decimoquinto Doctor (Ncuti Gatwa), una encarnación del viajero alienígena en el tiempo conocido como el Doctor.

## Apariciones

### Televisión
El personaje de Ruby Sunday se presenta en el especial de Navidad de 2023, titulado «The Church on Ruby Road» (La iglesia de Ruby Road). Ruby nació en Nochebuena de 2004. Su madre biológica la abandonó en el exterior de la iglesia titular de Ruby Road. Luego fue criada y adoptada por Carla Sunday. Diecinueve años después, intenta en vano encontrar información sobre sus padres biológicos. También está experimentando mala suerte antinatural, lo que atrae el interés del Decimoquinto Doctor. Cuando el nuevo bebé adoptivo de su madre adoptiva es secuestrado por duendes devoradores de humanos, Ruby aborda su nave voladora y se encuentra formalmente con el Doctor. Después de deducir que los duendes se alimentan de coincidencias y causan la mala suerte, el Doctor y Ruby salvan al bebé. Sin embargo, las criaturas retroceden en el tiempo para secuestrar a Ruby el día de su nacimiento y comérsela. El Doctor los sigue y la salva. En 2023, Ruby comprende que el Doctor es un viajero en el tiempo y lo sigue al interior de la TARDIS.

### Otros medios
En enero de 2024, se publicó en la revista Doctor Who Magazine # 599 una tira cómica relacionada con la decimocuarta temporada que presenta a Ruby Sunday con el Decimoquinto Doctor.

## Casting y desarrollo
Las audiciones para seleccionar al acompañante del Decimoquinto Doctor tuvieron lugar el 24 de septiembre de 2022. El 18 de noviembre de 2022, durante el evento benéfico Children in Need, Millie Gibson fue anunciada como Ruby Sunday la nueva compañera del Doctor. En noviembre de 2023, se informó que Gibson se quedaría para la decimoquinta temporada.
En enero de 2024, comenzaron a circular rumores de que Varada Sethu reemplazaría a Millie Gibson como acompañante de Ncuti Gatwa como el Decimoquinto Doctor en la decimoquinta temporada de Doctor Who. Estos rumores fueron confirmados el 20 de enero por Variety. En abril de 2024, la BBC confirmó que Gibson estaría presente durante toda la temporada y que Sethu se uniría al elenco como acompañante adicional. No se dieron más detalles sobre el personaje que interpretará Sethu, pero el showrunner de la serie, Russell T Davies, dijo que «Ahora mismo en el estudio, rodando para 2025, tenemos a Ncuti, Millie y Varada luchando lado a lado. ¡Necesitamos a los tres, porque hay más en juego que nunca!».
Gibson afirmó que la decimoquinta temporada de la series exploraría la vida de Ruby después de viajar con el Doctor, lo que describió como algo único en la serie y «algo tan hermoso e inteligente de hacer».

## Recepción
Tras su presentación, Ruby Sunday fue recibida positivamente por la crítica. Jordan King de la revista Empire elogió la dinámica del personaje con el Decimoquinto Doctor (interpretado por Ncuti Gatwa) y comentó que «hay más que suficiente en la actuación de Gibson para sugerir profundidades mucho mayores que aún puede explorar con el personaje». Ed Power del periódico The Independent mencionó que la actuación de Gibson la hizo «inmediatamente simpática» y la calificó como «una nueva y maravillosa compañera».